# Азия (линейный корабль, 1796)
«Азия» — парусный 66-пушечный линейный корабль Балтийского, а затем Черноморского флота России.

## Описание корабля
Длина корабля составляла 48,77 метра, ширина — 13,5 метра, а осадка — 5,8 метра. Вооружение судна состояло из 66 орудий.

## История службы
Корабль «Азия» был заложен 21 сентября 1794 года на Соломбальской верфи в Архангельске и после спуска на воду 24 августа 1796 года вошёл в состав Балтийского флота. Строительство вёл корабельный мастер Г. Игнатьев.
Корабль принимал участие в войне с Францией 1798—1800 годов. 3 июля 1798 года был включён в эскадру контр-адмирала Е. Е. Тета, в составе которой вышел из Архангельска в Англию для совместных действий с английским флотом против Франции и Голландии и к 8 августа корабли эскадры прибыли на Норский рейд.
2 июня 1799 года в составе эскадры вице-адмирала П. К. Карцова вышел из Портсмута в Средиземное море на усиление эскадры Ф. Ф. Ушакова. До Гибралтара русская эскадра конвоировала английские транспортные суда. 3 августа корабли эскадра прибыли в Палермо, где 22 августа вошли в состав эскадры Ф. Ф. Ушакова.
24 декабря эскадра пришла в Мессину, где 31 декабря был получен приказ императора Павла I о возвращении в Россию и 31 декабря 1799 года корабли вышли из Мессины и к 7 января 1800 года прибыли в Корфу. 6 июля объединённая эскадра под командованием Ф. Ф. Ушакова вышла из Корфу и 26 октября 1800 года прибыла в Севастополь, где «Азия» была переведена в состав Черноморского флота. 5 мая 1804 года судно было направлено в Одессу.
23 мая с войсками на борту корабль вышел из Одессы в Средиземное море в составе отряда. 2 июля отряд подошёл к Корфу, где «Азия» была оставлена в составе эскадры контр-адмирала А. А. Сорокина.
Принимал участие в войне с Францией 1804—1807 годов. 27 сентября 1809 года был получен приказ сдать корабль французскому правительству, и к 20 октября корабль был полностью разоружен, а экипаж переведён на берег.